# Букина, Екатерина Борисовна
Екатерина Борисовна Букина (род. 5 мая 1987 года) — российская спортсменка, чемпион Европы 2020 года, чемпионка и призёр чемпионатов России по вольной борьбе, призёр чемпионатов мира, Европы и Европейских игр. Заслуженный мастер спорта России. Член сборной команды страны с 2010 года. Бронзовый призёр Олимпийских игр 2016 года в Рио-де-Жанейро.

## Карьера
Занимается борьбой с 2000 года. Первой победой на международной арене было второе место на чемпионате Европы 2004 года среди кадетов. В 2006 году стала бронзовым призёром чемпионата мира среди юниоров в Гватемале. В 2007 году была вице-чемпионкой мира среди юниоров в Пекине.
Выступая среди взрослых в 2010 году стала вице-чемпионкой Европы, бронзовым призёром чемпионата мира 2010 года в Москве, вице-чемпионкой мира 2011 года в Стамбуле, чемпионкой казанской Универсиады, серебряным призёром Европейских игр 2015.
Чемпионка России 2010, 2011, 2013, 2014, 2016, 2018, 2020, 2021 годов, вице-чемпионка России 2009, 2012, 2015 годов.
В феврале 2020 года на чемпионате континента в итальянской столице, в весовой категории до 76 кг Екатерина в схватке за чемпионский титул победила спортсменку из Турции Ясемину Адар и завоевала золотую медаль европейского первенства.

## Награды
- Медаль ордена «За заслуги перед Отечеством» II степени (25 августа 2016 года) — за высокие спортивные достижения на Играх XXXI Олимпиады 2016 года в городе Рио-де-Жанейро (Бразилия), проявленные волю к победе и целеутремленность[2].